# Spindrift Ridge
Spindrift Ridge är en ås i Antarktis. Den ligger i Sydorkneyöarna. Argentina och Storbritannien gör anspråk på området. Spindrift Ridge ligger på ön Signy.